# Missaal van Berchem
Het Missaal van Berchem, ook gekend als het Missaal van de Sint-Michielsabdij of het Wondermissaal is een rond 1140 geschreven missaal (missale plenaries) dat eeuwenlang in het bezit was van de  Sint-Willibrorduskerk in het Antwerpse Berchem. Het is het oudste bewaarde liturgische premonstratenzers-handschrift in de Lage Landen.